# Grand Prix Formule 1 van Brazilië 2008
De Grand Prix Formule 1 van Brazilië 2008 werd gehouden van 31 oktober tot 2 november 2008 op Autódromo José Carlos Pace. Het was de 25e race op dit circuit en de 36e in dit land. Het was tevens de laatste race van het seizoen. Lewis Hamilton won er de wereldtitel, door aan het einde van de laatste ronde Timo Glock voorbij te rijden en zo op de vijfde plaats in de race te eindigen, net genoeg om met één punt voorsprong het kampioenschap te winnen op Felipe Massa, waardoor deze laatste het kampioenschap in de laatste seconden verloor want bij een gelijk aantal punten was hij wereldkampioen geworden met meer gewonnen wedstrijden achter zijn naam dat jaar.

## Kwalificatie
| Positie | Nummer | Naam                 | Team                | Q1       | Q2       | Q3       | Grid |
| ------- | ------ | -------------------- | ------------------- | -------- | -------- | -------- | ---- |
| 1       | 2      | Felipe Massa         | Ferrari             | 1:11.830 | 1:11.875 | 1:12.368 | 1    |
| 2       | 11     | Jarno Trulli         | Toyota              | 1:12.226 | 1:12.107 | 1:12.737 | 2    |
| 3       | 1      | Kimi Räikkönen       | Ferrari             | 1:12.083 | 1:11.950 | 1:12.825 | 3    |
| 4       | 22     | Lewis Hamilton       | McLaren-Mercedes    | 1:12.213 | 1:11.856 | 1:12.830 | 4    |
| 5       | 23     | Heikki Kovalainen    | McLaren-Mercedes    | 1:12.366 | 1:11.768 | 1:12.917 | 5    |
| 6       | 5      | Fernando Alonso      | Renault             | 1:12.214 | 1:12.090 | 1:12.967 | 6    |
| 7       | 15     | Sebastian Vettel     | Toro Rosso-Ferrari  | 1:12.390 | 1:11.845 | 1:13.082 | 7    |
| 8       | 3      | Nick Heidfeld        | BMW Sauber          | 1:12.371 | 1:12.026 | 1:13.297 | 8    |
| 9       | 14     | Sébastien Bourdais   | Toro Rosso-Ferrari  | 1:12.498 | 1:12.075 | 1:14.105 | 9    |
| 10      | 12     | Timo Glock           | Toyota              | 1:12.223 | 1:11.909 | 1:14.230 | 10   |
| 11      | 6      | Nelson Piquet jr.    | Renault             | 1:12.348 | 1:12.137 |          | 11   |
| 12      | 10     | Mark Webber          | Red Bull-Renault    | 1:12.409 | 1:12.289 |          | 12   |
| 13      | 4      | Robert Kubica        | BMW Sauber          | 1:12.381 | 1:12.300 |          | 13   |
| 14      | 9      | David Coulthard      | Red Bull-Renault    | 1:12.690 | 1:12.717 |          | 14   |
| 15      | 17     | Rubens Barrichello   | Honda               | 1:12.548 | 1:13.139 |          | 15   |
| 16      | 8      | Kazuki Nakajima      | Williams-Toyota     | 1:12.800 |          |          | 16   |
| 17      | 16     | Jenson Button        | Honda               | 1:12.810 |          |          | 17   |
| 18      | 7      | Nico Rosberg         | Williams-Toyota     | 1:13.002 |          |          | 18   |
| 19      | 21     | Giancarlo Fisichella | Force India-Ferrari | 1:13.426 |          |          | 19   |
| 20      | 20     | Adrian Sutil         | Force India-Ferrari | 1:13.508 |          |          | 20   |

## Race
| Positie | Nummer | Coureur              | Team                | Rondes | Tijd/Oorzaak uitval | Startplaats | Punten |
| ------- | ------ | -------------------- | ------------------- | ------ | ------------------- | ----------- | ------ |
| 1       | 2      | Felipe Massa         | Ferrari             | 71     | 1:34:11.435         | 1           | 10     |
| 2       | 5      | Fernando Alonso      | Renault             | 71     | +13.298             | 6           | 8      |
| 3       | 1      | Kimi Räikkönen       | Ferrari             | 71     | +16.235             | 3           | 6      |
| 4       | 15     | Sebastian Vettel     | Toro Rosso-Ferrari  | 71     | +38.011             | 7           | 5      |
| 5       | 22     | Lewis Hamilton       | McLaren-Mercedes    | 71     | +38.907             | 4           | 4      |
| 6       | 12     | Timo Glock           | Toyota              | 71     | +44.368             | 10          | 3      |
| 7       | 23     | Heikki Kovalainen    | McLaren-Mercedes    | 71     | +55.074             | 5           | 2      |
| 8       | 11     | Jarno Trulli         | Toyota              | 71     | +1:08.433           | 2           | 1      |
| 9       | 10     | Mark Webber          | Red Bull-Renault    | 71     | +1:19.666           | 12          |        |
| 10      | 3      | Nick Heidfeld        | BMW Sauber          | 70     | +1 ronde            | 8           |        |
| 11      | 4      | Robert Kubica        | BMW Sauber          | 70     | +1 ronde            | 13          |        |
| 12      | 7      | Nico Rosberg         | Williams-Toyota     | 70     | +1 ronde            | 18          |        |
| 13      | 16     | Jenson Button        | Honda               | 70     | +1 ronde            | 17          |        |
| 14      | 14     | Sébastien Bourdais   | Toro Rosso-Ferrari  | 70     | +1 ronde            | 9           |        |
| 15      | 17     | Rubens Barrichello   | Honda               | 70     | +1 ronde            | 15          |        |
| 16      | 20     | Adrian Sutil         | Force India-Ferrari | 69     | +2 rondes           | 20          |        |
| 17      | 8      | Kazuki Nakajima      | Williams-Toyota     | 69     | +2 rondes           | 16          |        |
| 18      | 21     | Giancarlo Fisichella | Force India-Ferrari | 69     | +2 rondes           | 19          |        |
| Ret     | 6      | Nelson Piquet jr.    | Renault             | 0      | Ongeval             | 11          |        |
| Ret     | 9      | David Coulthard      | Red Bull-Renault    | 0      | Aanrijding          | 14          |        |

## Noot
- Dit was de eerste wereldtitel voor Lewis Hamilton en de dertiende voor een Britse coureur. Hamilton was de dertigste coureur die zich wereldkampioen mocht noemen.

1972 · 1973 · 1974 · 1975 · 1976 · 1977 · 1978 · 1979 · 1980 · 1981 · 1982 · 1983 · 1984 · 1985 · 1986 · 1987 · 1988 · 1989 · 1990 · 1991 · 1992 · 1993 · 1994 · 1995 · 1996 · 1997 · 1998 · 1999 · 2000 · 2001 · 2002 · 2003 · 2004 · 2005 · 2006 · 2007 · 2008 · 2009 · 2010 · 2011 · 2012 · 2013 · 2014 · 2015 · 2016 · 2017 · 2018 · 2019